# 松崎麻矢
松崎 麻矢（まつざき まや、1971年2月24日 - ）は、千葉県八千代市出身の歌手、モデル、ラジオパーソナリティ。

## 来歴
会社員をしながらモデルの仕事を始める。その後avexのオーディションに合格。1996年にCDデビューを果たした後に、木村貴志に見いだされて「Favorite Blue」のメンバーとして活動。グループでは、ヴォーカルと作詞を担当。また、音楽活動をしながら化粧品のCMにモデルとしても出演。
Favorite Blueの活動停止後は友達のえいみーと「mamy drop」を結成して音楽活動をしていたが、2006年4月より活動休止中。
なおFavorite Blue活動停止後も、木村との交流は続いている。

## ディスコグラフィ
Favorite Blue名義でリリースしたものはFavorite Blue#ディスコグラフィーを参照。

### アルバム
- URA mamy 1barch（mamy drop名義、2005年6月21日）

## タイアップ
| 使用年              | 曲名           | タイアップ                          |
| ------------------- | -------------- | ----------------------------------- |
| 永岡昌憲 & 松崎麻矢 |                |                                     |
| 1996年              | このままずっと | TBS系『筋肉番付』エンディングテーマ |

## 出演番組
過去
- CHIBA TOYOTA presents TREASURE OASIS!（bayfm、-2008年6月）
- BAY LINE 7300（bayfm、2005年）